# سالواتوره کوآزیمودو
سالواتوره کوآزیمودو نویسنده، شاعر و منتقد ادبی ایتالیایی بود که در سال ۱۹۵۹ نوبل ادبیات به او اعطا شد. کوآزیمودو در شهر مودیکا، در جزیرهٔ سیسیل به دنیا آمد. در ابتدا یک مهندس عمران بود ولی به مرور به ادبیات جذب شد. در سال ۱۹۳۸ او پنج کتاب شعر خود را منتشر کرد. از سال ۱۹۴۰ او منتقد درام در روزنامهٔ تمپو بود. او به همراه جوزپه اونگارتی و یوجنیو مونتاله از بزرگترین ادیبان قرن بیستم ایتالیا به شمار می‌رود.